# بليندا بروميلو
بليندا بروميلو، هي ممثلة أسترالية. عُرفت بأدوارها في سلسلة أفلام ناين نتورك ، طبيب الطبيب (2016–21)، وسلسلة أفلام هولو / ديزني+ ، العظيمة (2020–23).

## التعليم
درست بروميلو التمثيل كتخصص في أكاديمية أستراليا الغربية للفنون المسرحية .

## حياتها المهنية
ظهرت بروميلو في عدد من المسلسلات التليفزيونية الأسترالية، بما في ذلك مسلسل بنات ماكليود ، ومعبأة في العوارض الخشبية ، وخليع . و لعبت دور جونكيل باين في مسلسل "سبيرتد" من عام 2010 إلى عام 2011. في عام 2016، انضمت بروميلو إلى فريق الممثلين الأساسيين لفيلم طبيب الطبيب بدور بيتي بيل.
اكتسبت بروميلو شهرةً أكبر خارج أستراليا من خلال دورها كعمة إليزابيث في سلسلة هولو / ديزني + العظيمة . وقدمت على تجارب اداء احدى الأدوار دون جدوى دورًا للمسرحية الأصلية التي تستند إليها السلسلة، من إنتاج شركة مسرح سيدني لعام 2008.

## حياتها الشخصية
تزوجت بروميلو من المخرج والكاتب المسرحي وكاتب السيناريو الأسترالي توني ماكنمارا ،  في عام 2009  ولديهم طفلان. شُخصت إصابتها بسرطان الأمعاء بعد عشرة أسابيع من ولادة ابنها.